# Johann Conrad von Winterscheidt
 (juin 2023).
La mise en forme du texte ne suit pas les recommandations de Wikipédia : il faut le « wikifier ».
Les points d'amélioration suivants sont les cas les plus fréquents :
- Les titres sont pré-formatés par le logiciel. Ils ne sont ni en capitales, ni en gras.
- Le texte ne doit pas être écrit en capitales (les noms de famille non plus), ni en gras, ni en italique, ni en « petit »…
- Le gras n'est utilisé que pour surligner le titre de l'article dans l'introduction, une seule fois.
- L'italique est rarement utilisé : mots en langue étrangère, titres d'œuvres, noms de bateaux, etc.
- Les citations ne sont pas en italique mais en corps de texte normal. Elles sont entourées par des guillemets français : « et ».
- Les listes à puces sont à éviter, des paragraphes rédigés étant largement préférés. Les tableaux sont à réserver à la présentation de données structurées (résultats, etc.).
- Les appels de note de bas de page (petits chiffres en exposant, introduits par l'outil «  Source ») sont à placer entre la fin de phrase et le point final[comme ça].
- Les liens internes (vers d'autres articles de Wikipédia) sont à choisir avec parcimonie. Créez des liens vers des articles approfondissant le sujet. Les termes génériques sans rapport avec le sujet sont à éviter, ainsi que les répétitions de liens vers un même terme.
- Les liens externes sont à placer uniquement dans une section « Liens externes », à la fin de l'article. Ces liens sont à choisir avec parcimonie suivant les règles définies. Si un lien sert de source à l'article, son insertion dans le texte est à faire par les notes de bas de page.
- La présentation des références doit suivre les conventions bibliographiques. Il est recommandé d'utiliser les modèles {{Ouvrage}}, {{Chapitre}}, {{Article}}, {{Lien web}} et/ou {{Bibliographie}}. Le mode d'édition visuel peut mettre en forme automatiquement les références.
- Insérer une infobox (cadre d'informations à droite) n'est pas obligatoire pour parachever la mise en page.

Pour une aide détaillée, merci de consulter Aide:Wikification.
Si vous pensez que ces points ont été résolus, vous pouvez retirer ce bandeau et améliorer la mise en forme d'un autre article.
Johann Conrad von Winterscheidt zum Kirschhof (né vers 1630 et mort à Wurtzbourg le 9 août 1684) était baron du Saint-Empire, capitaine dans le régiment du colonel Johann von Reuschenberg (de) de l’armée de l'électorat de Bavière, dirigeait plus tard le régiment de Stockheim et était en dernier commandant de la ville de Wurtzbourg.

## Biographie
Johann Conrad von Winterscheidt était le fils de Giselbert von Winterscheidt.
Il a participé, avec son frère Johann von Winterscheidt (né vers 1600 et décédé à Biberach an der Riß le 12 Septembre 1654), à la fin de la guerre de Trente Ans. Il entre ensuite au service de Wurtzbourg où on le retrouve en 1660 comme commandant des troupes de Basse-Franconie. En dernier il était commandant de la ville de Wurtzbourg où il décède le 9 Août 1684.
À Wurtzbourg, il a d'abord vécu dans le «Passmannschen Hof», où l'évêque de la ville lui a donné un appartement vacant. En 1684, la ville de Wurtzbourg  acquit la célèbre auberge «Schleienhaus» et la transforma pour lui en appartement.
Il a été enterré dans le cimetière de l'ancienne église des Augustins du monastère des Augustins de Saint-Georges à Wurtzbourg Un petit pavillon de jardin à l'emplacement de l'ancienne église rappelle encore l'ancien monastère.
Son épouse, Rosina Elisabeth von Schyrle, est entrée en possession du Kirschhof le 16 octobre 1654 (selon un document perdu et retrouvé plus tard) de Susanne von Walhorn (la veuve de Johann von Winterscheidt) qui était sa demi-sœur. Ainsi, Johann Conrad von Winterscheidt est entré en possession du Kirschhof.

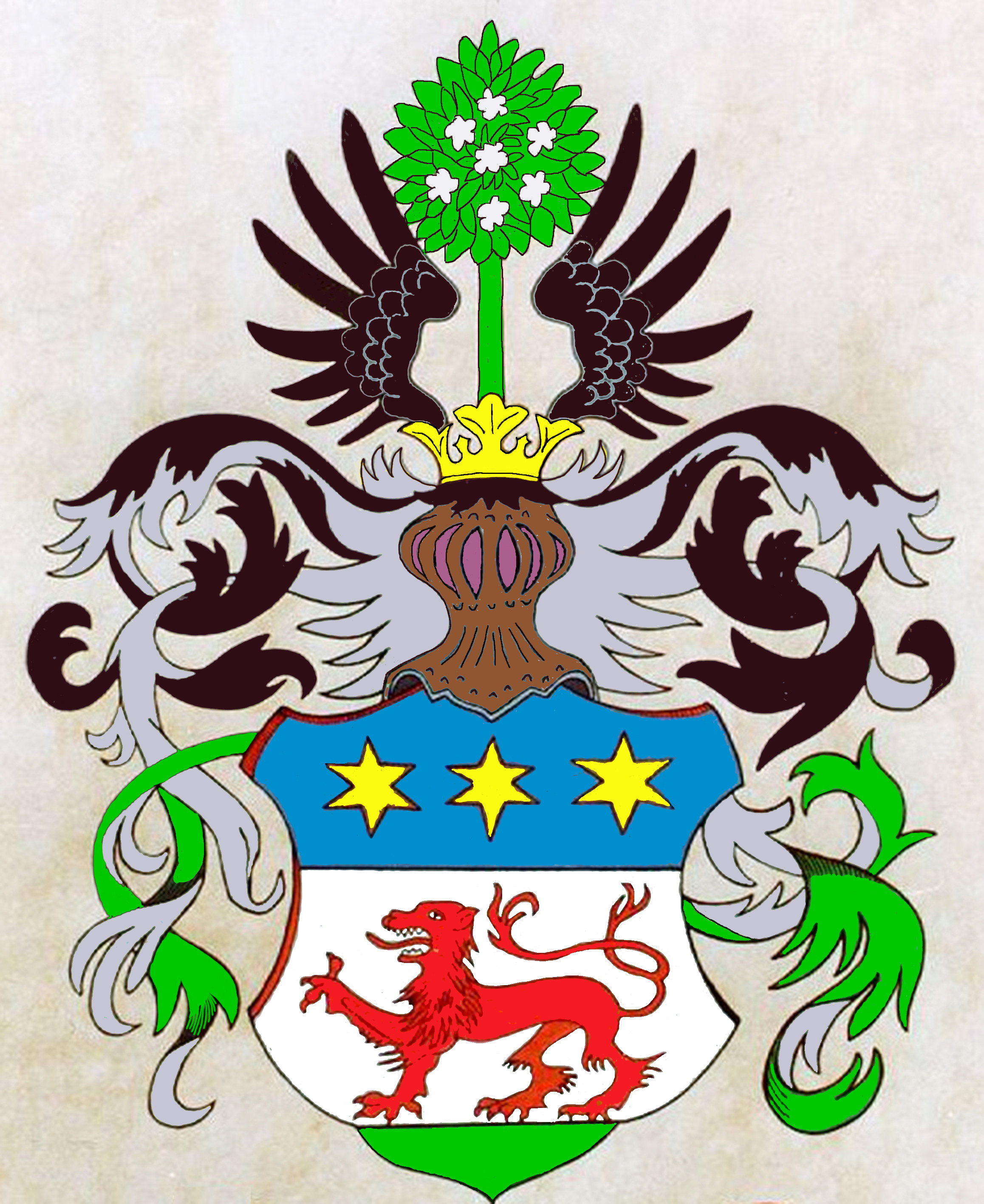
Armoiries décernées par l'empereur Ferdinand III à Vienne le 25 avril 1656 à Johann Conrad von Winterscheidt

## Anoblissement
Le 25 avril 1656, l'empereur Ferdinand III à Vienne décerne le titre de noblesse à Johann Conrad von Winterscheidt avec l'attribution du titre de «Reichsfreiherr» (Baron du Saint-Empire) et la dénomination «Johann Conrad von Winterscheidt zum Kirschhof». Cette élévation à la noblesse eut lieu au vu des mérites militaires des frères Johann von Winterscheidt et Johann Conrad von Winterscheidt. La lettre de noblesse contient l'octroi des armoiries, les futures libertés aristocratiques en matière de charges judiciaires et fiscales, et la promesse de la protection impériale. Johann Conrad a reçu tous les titres nobles et les libertés chevaleresques. Les libertés ont été étendues à la descendance masculine et feminine ainsi qu'à tous les héritiers de sa vie conjugale et à leurs propres héritiers, masculins et féminins.

## Union et descendance
Johann Conrad s’est marié avant 1660 avec Rosina Elisabeth von Schyrle (née vers 1635 à Boulay et décédée en 1699 à Wurtzbourg).
Ils eurent trois fils, dont deux restèrent sans enfants.
·        Johann Phillip (avant 1660-1725) marié trois fois mais sans enfants.
·        Johann Albert (avant 1660-vers 1700 à Kirschhof oo Maria Dorothea Michler (1654 à Herchenbach  - vers 1720 à Kirschhof)
·        Fils
Johann Albert avec Maria Dorothea Michler ont eu trois fils et cinq filles. Les fils Georg Christophel, Johann Philipp et un fils dont le nom n'est pas connu sont restés sans descendance, de sorte que la succession est passée à la lignée féminine.
Des cinq filles nées entre 1685 et 1700, trois sont restées à Kirschhof : Magdalena (décédée le 17 février 1761 à Kirschhof), Maria Philippina (décédée en 1750 à Kirschhof) et Anna Katharina (décédée le 5 janvier 1779 à Kirschhof). Ces filles ont épousé des fermiers locaux : Magdalena s’est mariée avec Thomas Weyl, Maria Philippina avec Matthias Zapp et Anna Katharina avec Jakob Müller, qui était le gérant du domaine du Kirschhof.
Les deux autres filles ont quitté leur ancienne patrie. Margaretha a épousé Georg Uhl et a quitté la Principauté de Nassau-Sarrebruck. Anna Maria, décédée après 1761, épousa Johann Anton Zanßy (Charles Antoine Zoisel, dit Quency-Sency) le 27 novembre 1725. Leurs enfants ont été baptisés à Boulay.

## Ouvrages
- Bernd Loch: Geschichte dreier Dörfer  Eiweiler – Hellenhausen – Kirschhof. Heusweiler 1998
- Gert Heil: Vorfahren des Kapitäns der Reichsarmee Freiherr Johann Albert von Winterscheidt zum Kirschhof.Heimatkundlicher Verein Gersweiler-Ottenhausen e.V., 2009
- Gert Heil: Vorfahren des Jeremias Schyrle. Heimatkundlicher Verein Gersweiler-Ottenhausen e.V., 2021.